# NGC 1506
NGC 1506 је елиптична галаксија у сазвежђу Златна риба која се налази на NGC листи објеката дубоког неба.
Деклинација објекта је - 52° 34' 24" а ректасцензија 4h 0m 21,6s. Привидна величина (магнитуда) објекта NGC 1506 износи 13,4 а фотографска магнитуда 14,4. NGC 1506 је још познат и под ознакама ESO 156-27, PGC 14256.